# Młodzi gniewni. Historia Rona Clarka
Młodzi gniewni. Historia Rona Clarka – amerykańsko-kanadyjski film biograficzny z 2006 roku. W Polsce film był prezentowany pod tytułem Tryumf.

## Opis fabuły
Inspirującą opowieść o energicznej, kreatywnej i idealistycznej postawie młodego nauczyciela, który opuszcza swoje rodzinne miasto North Carolina, by uczyć w szkole publicznej w Nowym Jorku. Dzięki jego pasji stosowania specjalnych zasad nauczania pomaga swoim uczniom radzić sobie z problemami. Clark jest w stanie z niemożliwego zrobić możliwe i to odgrywa istotną rolę nie tylko w jego życiu, ale i jego nowej rodziny. Specjalizuje się w podnoszeniu wyników testów, co sprawia, że uczniowie piątej klasy zdają testy końcowe najlepiej ze wszystkich piątoklasistów i dzięki temu dostają się do najlepszych szkół. W nagrodę za najwyższą średnią nauczyciel zabiera swoją klasę do opery.

## Główne role
- Matthew Perry – Ron Clark
- Judith Buchan – Dyrektor szkoły w Snowden
- Griffin Cork – Hadley
- Jerry Callaghan – Ron Clark Sr.
- James Dugan – Pan Lively
- Patricia Benedict – Jean Clark
- C.J. Jackman-Zigante – Y'landa
- Pete Seadon – Zastraszony dyrektor
- Melissa De Sousa – Marissa Vega
- Aaron Grain – Jason
- Brandon Smith – Tayshawn
- Gerrick Winston – Pan Solis
- Ernie Hudson – Dyrektor Turner
- Jacey Mah – Pani Hill
- Marty Ronaghan – Jackie Vasquez

## Nagrody i nominacje
Złote Globy 2006:
- Najlepszy aktor w miniserialu lub filmie tv – Matthew Perry (nominacja)

59. ceremonia wręczenia nagród Emmy
- Najlepszy film tv – Howard Burkons, Brenda Friend, Adam Gilad, Sunta Izzicupo, Jody Brockway, Frances Croke Page, Craig McNeil (nominacja)
- Najlepszy casting w miniserialu lub filmie tv – Gary M. Zuckerbrod, Lonnie Hamerman, Bonnie Finnegan, Rhonda Fisekci, Candice Elzinga (nominacja)
- Najlepszy aktor w miniserialu lub filmie tv – Matthew Perry (nominacja)